# Delta Fornacis
Désignations
Delta Fornacis (δ For) est une étoile de la constellation australe du Fourneau. Elle est visible à l'œil nu avec une magnitude apparente de 5,00. L'étoile présente une parallaxe annuelle de 3,85 mesurée par le satellite Gaia, ce qui permet d'en déduire qu'elle est distante d'environ ∼ 847 a.l. (∼ 260 pc) de la Terre. Elle s'éloigne du Système solaire à une vitesse radiale d'environ +26 km/s.
Delta Fornacis est classée comme une étoile géante bleue évoluée de type spectral B5 III. Le satellite TESS a mis en évidence qu'il s'agit d'une étoile variable, une étoile de type B à pulsation lente. Elle est estimée être âgée de 63 millions d'années et 5,9 fois plus massive que le Soleil. L'étoile tourne rapidement sur elle-même à une vitesse de rotation projetée de 185 km/s. Son rayon est 6,2 fois plus grand que le rayon solaire, elle est environ 1 770 fois plus lumineuse que le Soleil et sa température de surface est de 16 230 K.